# 本妙寺 (豊島区)
本妙寺（ほんみょうじ）は、東京都豊島区巣鴨5丁目にある法華宗（陣門流）の別院。山号は徳栄山。院号は総持院。

## 由緒
元亀2年（1572年）智存院日慶が開山、徳川家康の家臣らのうち、三河国額田郡の海雲山長福寺（現愛知県岡崎市）という古刹の檀家で徳川家に仕えた久世広宣・大久保忠勝・大久保康忠・阿倍忠政らが、家康が岡崎から遠州曳馬（現在の浜松市）への入城に際し、日慶上人にお願いして創建された寺である。
天正18年（1590）9月に家康は関東奉行に命じられて江戸城に入った際、依を受けていた久世広宣、大久保忠勝に企りこの年に武蔵国豊島郡の江戸城清水御門内礫川町に移ったが間もなく御用地になった為、飯田町に替地を与えられ転居した。伽藍壮麗で板屋寺と呼ばれ、評判は家康の耳にも達していたという。
慶長8年（1603）、江戸の家康に征夷大将軍宣下があった。慶長年間（1596年 - 1615年）に類焼したので牛込門内に移った。この時も久世、大久保、阿倍の三氏の計らいがあった。
元和2年（1616）安藤対馬丸の助力を得て小石川（現在東京都文京区）へ移し、本堂、客殿、鐘楼を建立した。
寛永13年（1636）小石川の堂塔伽藍が全焼しこの時、久世家の尽力によって、幕府から指定された替地の本郷丸山（東京都文京区本郷5丁目）へ移り客殿、庫裡を建立した。立地条件も良く明治の終わりまでの約270年間はこの地をはなれなかったので異称を「丸山様」といわれるようになった。
丸山の本妙寺の敷地は拝領地が4910坪（約1,620 m2）、無年貢が247坪半（約816.75 m2）と広くこの中に九間四面の本堂、客殿、書院、庫裡、鐘楼、塔頭の十二ヶ寺があった。（感應院、本蔵院、了徳院、立正院、円立院、円行院、本立院、本行院、東岳院、妙雲院、本玄坊、久遠坊）現在も本郷4丁目付近に「本妙寺坂」なる地名が残されている。
明暦3年（1657）1月18日 - 20日に起きた明暦の大火（振袖火事）の火元は本妙寺とされているが、様々な説があり実際の火元は不明である。
振袖火事説の振袖物語はあくまでも伝承であり、成立の経緯もわかっていない。が天和2年（1682）の天和の大火の影響を受けているのは確かで、八百屋お七の事件があったことで明暦の大火でもこのような因縁話があったに違いないという民衆の心理によって出来たものだと考えられる。
放火説は複数の説がある。丸橋忠弥、由井正雪一の残党のような反逆分子よる不逞牢人の放火という説と、江戸の都市改造を実行するために都市計画担当者の誰か火元を本妙寺に引き寄せたという説がある。
火元引き受け説は、火元は本妙寺の近くにあった老中・阿倍忠秋の屋敷だったという説がある。火元が老中の屋敷だと幕府の威信が失墜するため、老中に頼まれ本妙寺が火元を引き受けたというものである。本妙寺には事実として大火の翌年から檀家ではない老中・阿倍忠秋より数俵の米（15俵）が大火の回向料として本妙寺に届けられている。この供養料の行為は幕末まで続き、明治維新後は金額（金十五両）によって続けられ関東大震災に至って終了している。
これだけの大火の火元であるならば当然厳罰に処されるものと思われるが、本妙寺に対して一切お咎がなかったとされている。大火後多くの寺社が移転させられているにもかかわらず、本妙寺は移転されることもなく数年後には元の場所で復興し、さらには「触頭」へと異例の昇格をしている。なぜお咎がなかったということに関しては本妙寺火元引き受け説がでるものの、あくまでも推測の域を出ない。
本堂の裏手に安政の大地震の供養塔と共に明暦の大火の供養塔がある。

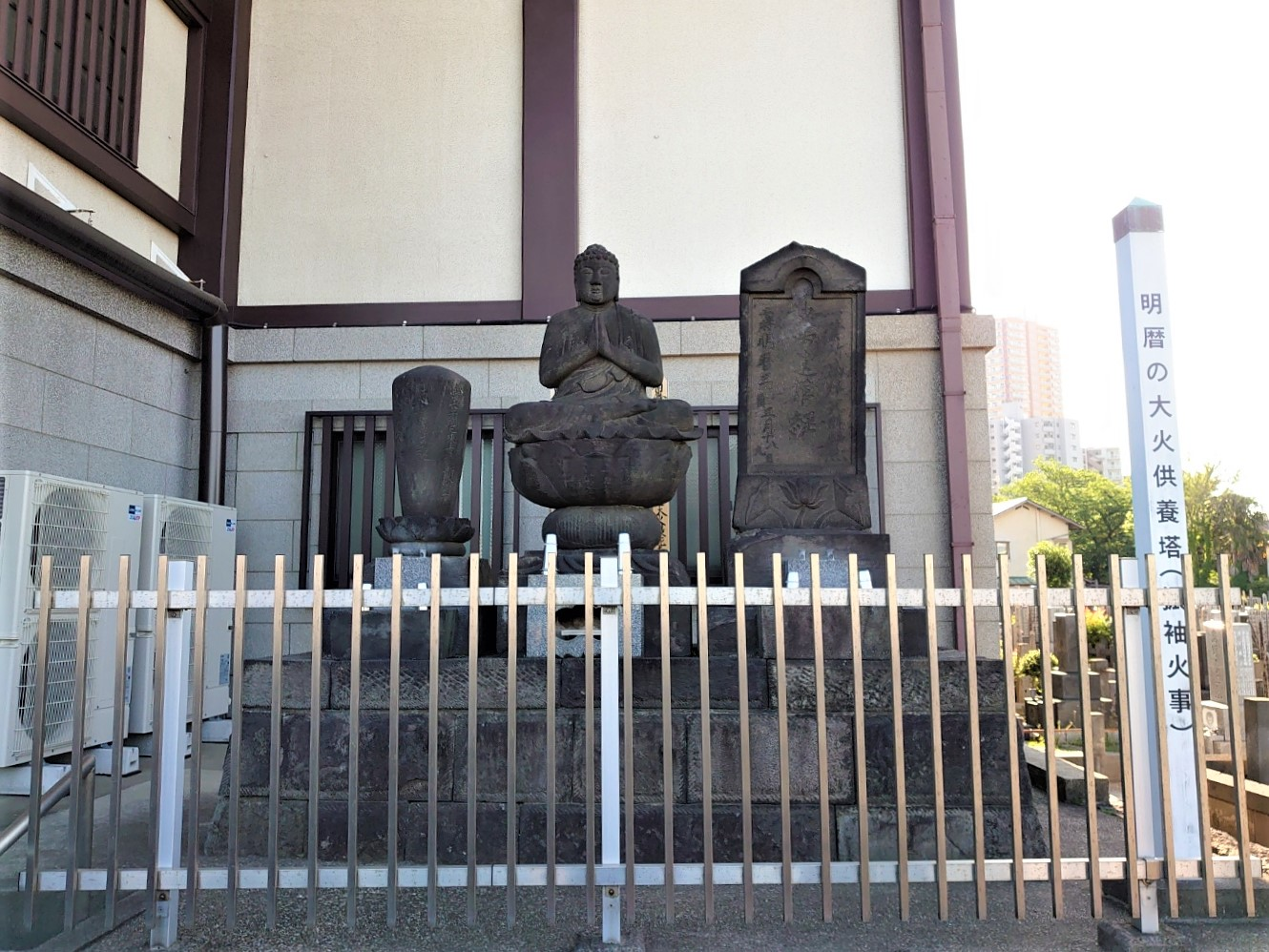
明暦の大火供養塔

寛文7年（1667）幕府により、法華宗勝劣各派の触頭となる。老中久世大和守広之の推挙によるものだと考えられる。
明治41年（1908）から3年がかりで丸山本郷の地を去り、現在の豊島区巣鴨5丁目の地へ移転した。当時の本妙寺周辺は見渡す限り大根畑だったという。背景としては明治26年（1893）に総本山の本成寺が火災によって失われた本成寺再建の為である。塔頭６ヶ院（円立院、本行院、本蔵院、本立院、円行院、感應院）を廃して巣鴨の地に移転した。同じく勝劣派の触頭であった長応寺もまた塔頭４ヶ院を廃して北海道の天塩に、寺号を移すという掛替えの無い犠牲を払った。
昭和16年（1941）に本妙寺は総本山本成寺の別院となる。
昭和20年（1945）の太平洋戦争による東京大空襲で本妙寺は鐘楼と山門の片側以外すべてを失った。本尊は防空壕に安置し、一部書物は疎開していた。この空襲により本妙寺内に多数の犠牲者がでている。

## 文化財
- 東京都指定旧跡
  - 遠山景元墓（江戸町奉行。TVドラマ（時代劇）『遠山の金さん』のモデル）

## 著名人墓所
- 久世大和守家（老中などを務めた譜代大名家）
- 本因坊家（囲碁の家元当主・跡目）
- 天野宗歩（将棋の名手）
- 千葉周作（剣の名人）
- 森山多吉郎（別名栄之助。幕末の英語通詞）
- 遠山景元
- 旗本大屋家（大屋吉正の子孫。吉正の子・日圓は本妙寺の住職）
- 竹内久一
- 清水晴風
- 清水建設物故社員慰霊塔

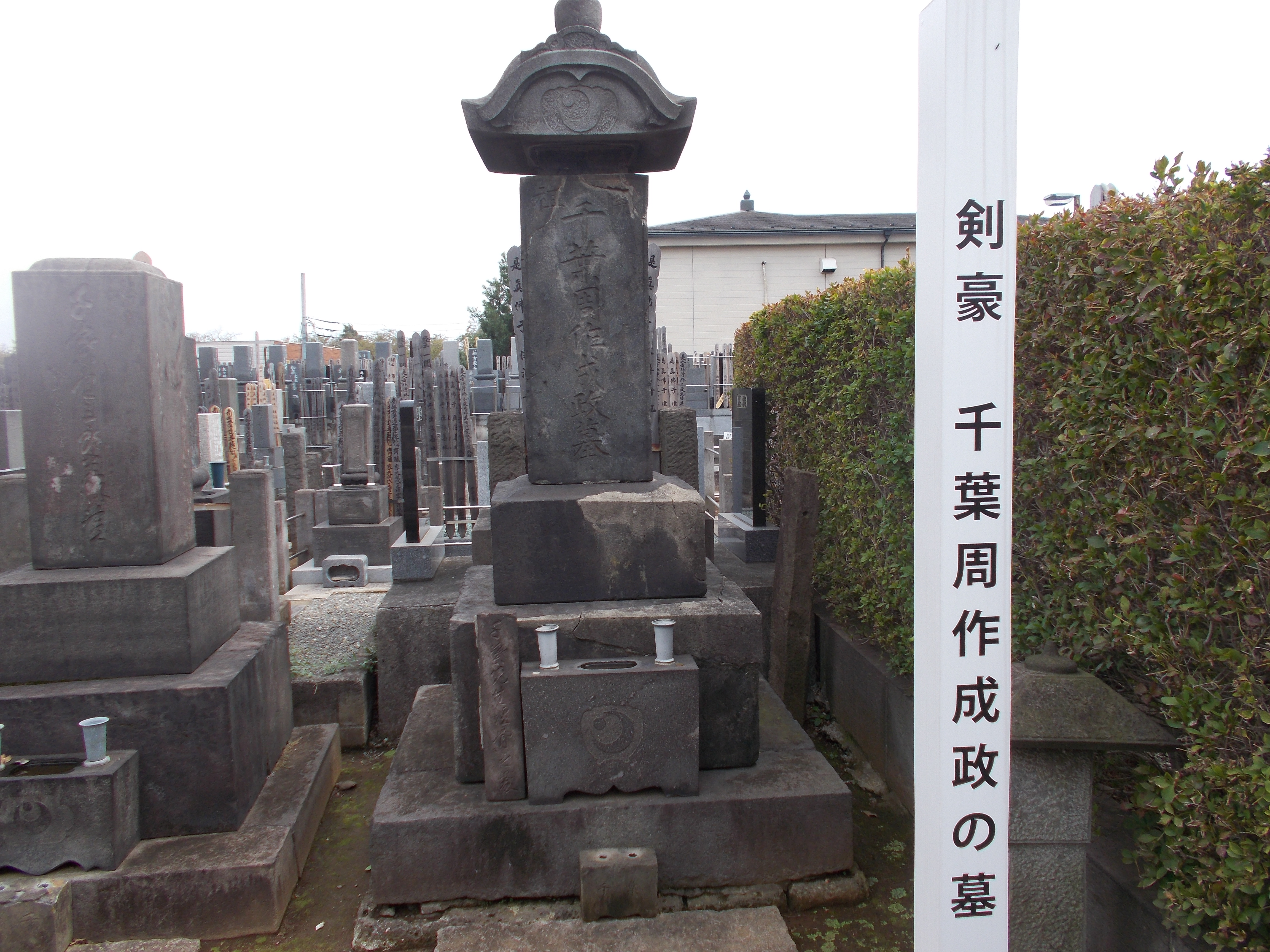
千葉周作の墓
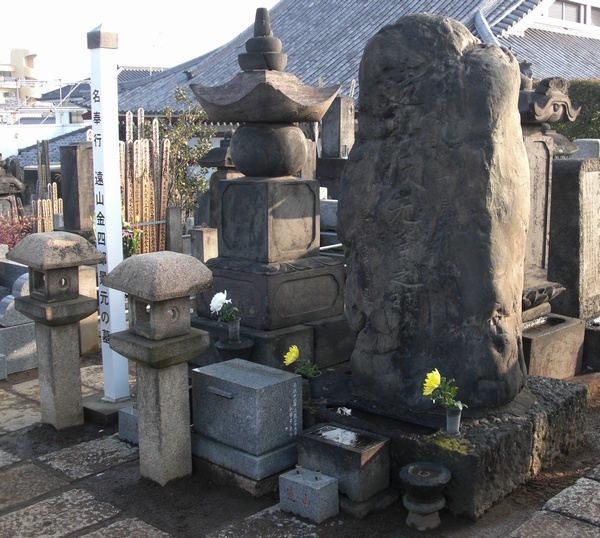
遠山金四郎景元の墓
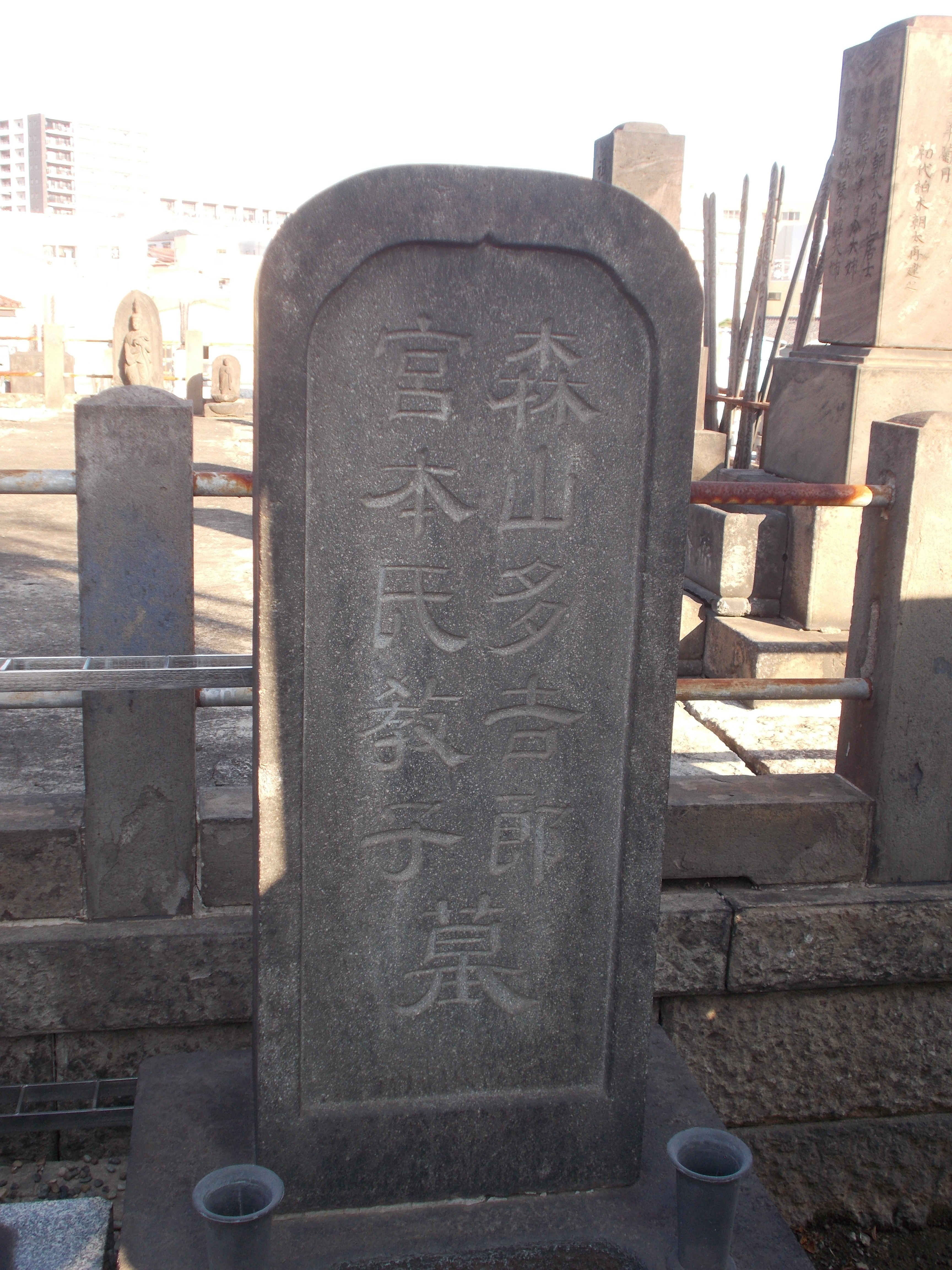
森山多吉郎の墓

## 関連する寺院

### 総本山
- 長久山本成寺（新潟県三条市、旧越後国）

### 本山
- 本山 光了山本禅寺（京都府京都市、旧山城国、洛中法華21ヶ寺）
- 本山 常霊山本興寺（静岡県湖西市、旧遠江国）

### 当寺以外の別院
- 別院 長松山本法寺（富山県富山市、旧越中国）
- 霊跡別院 俎岩山蓮着寺（静岡県伊東市、旧伊豆国）

### 関東教区の寺院
- 妙行寺（東京都豊島区）
- 善心寺（東京都文京区）
- 大久寺（東京都北区）
- 法光寺（東京都荒川区）
- 本通寺（東京都台東区）
- 持法寺（東京都港区）
- 立行寺（東京都港区）
- 本光寺（東京都港区）
- 長應寺（東京都品川区）
- 理性寺（東京都杉並区）
- 霊妙寺（東京都中野区）
- 霊通寺（東京都葛飾区）
- 善生寺（東京都日野市）
- 立正院（東京都府中市）
- 豊顕寺（神奈川県横浜市）
- 勧行寺（神奈川県横浜市）
- 本應寺（神奈川県小田原市）
- 蓮着寺（静岡県伊東市）
- 光厳寺（埼玉県深谷市）
- 妙向寺（茨城県土浦市）
- 誠諦寺（茨城県稲敷市）
- 玄徳寺（千葉県長生郡）
- 萬徳寺（千葉県千葉市）
- 萬徳寺生実布教所（千葉県千葉市）
- 養行寺（群馬県前橋市）[5]

## 参考資料
- 鈴木陽傅『徳榮山史考』本妙寺、1973年10月13日。
- 黒木喬『明暦の大火』講談社〈講談社現代新書〉、1977年12月20日。全国書誌番号:78004254。
- 宮口昭英『本妙寺と明暦の大火（振袖火事）再考』徳栄山本妙寺布教部、2001年5月。